# X (album de Calogero)
Pour les articles homonymes, voir X et Dix (homonymie).
Albums de Calogero
A.M.O.U.R
(2023)
X (à prononcer dix) est le dixième album studio de Calogero sorti le 25 octobre 2024.

## Liste des titres
L'album compte 10 chansons et un titre bonus :
| No  | Titre                                             | Paroles         | Musique               | Durée |
| --- | ------------------------------------------------- | --------------- | --------------------- | ----- |
| 1.  | Prends ma main (feat. Soprano)                    | Paul École      | Calogero              | 3:21  |
| 2.  | Ne reste pas seul                                 | Bruno Guglielmi | Calogero              | 4:14  |
| 3.  | Parie qu'on s'aime encore (feat. Ibrahim Maalouf) | Bruno Guglielmi | Calogero              | 4:36  |
| 4.  | Louise                                            | Carla Bruni     | Calogero              | 3:51  |
| 5.  | Bulles de savon                                   | Paul École      | Calogero              | 3:51  |
| 6.  | X                                                 | Bruno Guglielmi | Calogero - Gioacchino | 4:02  |
| 7.  | En harmonie (en duo avec Nina)                    | Paul École      | Calogero              | 2:34  |
| 8.  | Mieux qu'ici                                      | Paul École      | Calogero              | 3:47  |
| 9.  | Le pire de nous                                   | Bruno Guglielmi | Calogero              | 3:51  |
| 10. | Les Absents                                       | Bruno Guglielmi | Calogero - Gioacchino | 3:40  |
| 11. | Ne saute pas (Titre bonus, en duo avec Hoshi)     | Hoshi           | Gia Martinelli        | 3:56  |